# Тёмные времена
«Тёмные времена» (англ. Darkest Hour, букв. «Самый тёмный час») — британский драматический фильм-биография режиссёра Джо Райта.
Фильм рассказывает о приходе к власти 61-го премьер-министра Великобритании Уинстона Черчилля (Гэри Олдмен) и его первых неделях правления на этом посту в разгар Второй мировой войны. Оказавшись перед угрозой вторжения вермахта в Великобританию, Черчилль отказывается вести переговоры о перемирии с Адольфом Гитлером при посредничестве Бенито Муссолини.
Мировая премьера фильма состоялась на кинофестивале в Теллурайде 1 сентября 2017 года; он также был показан на международном кинофестивале в Торонто 11 сентября 2017 года. Фильм вышел в прокат в США 22 ноября 2017 года, в России премьера состоялась 18 января 2018 года.
Фильм собрал в мировом прокате 150 миллионов долларов и получил положительные отзывы критиков.
Роль Уинстона Черчилля принесла Гэри Олдмену премии «Оскар», BAFTA, «Золотой глобус» и премию Гильдии киноактеров за лучшую мужскую роль. На 90-й церемонии вручения кинопремий «Оскар» фильм получил шесть номинаций, в том числе в категории «Лучший фильм», и выиграл в двух из них — «Лучший актёр» и «Лучший грим и причёски». На 71-й церемонии вручения премий BAFTA он получил девять номинаций, включая «Лучший фильм» и «Выдающийся британский фильм»

## Сюжет
К маю 1940 года немецкие войска захватывают Чехословакию, Польшу, Данию и Норвегию и готовы поработить остальную часть Европы. Британский парламент окончательно потерял веру в премьер-министра страны Невилла Чемберлена, в результате действий которого Великобритания оказалась беззащитной перед лицом нацистской угрозы. Оппозиционная лейбористская партия обвиняет Чемберлена в неспособности возглавлять страну во время войны и требует его отставки.
Премьер-министр заявляет своим соратникам по правящей Консервативной партии, что готов сложить полномочия. В качестве своего преемника он видит министра иностранных дел, лорда Галифакса, но Галифакс пока что не готов становиться премьером. Чемберлен предлагает единственного компромиссного кандидата от консерваторов, которого поддержит оппозиция — первого лорда Адмиралтейства Уинстона Черчилля.
В разговоре с Чемберленом король Георг VI выражает недовольство послужным списком претендента на пост главы правительства. Он припоминает организованную Черчиллем провальную операцию в Галлиполи во время Первой мировой войны, его взгляды на колониальную Британскую Индию, гражданскую войну в России и поддержку короля Эдуарда VIII, принявшего решение отречься от престола. Однако Чемберлен настаивает, что Черчилль — единственный кандидат, на которого согласится оппозиция. С явной неохотой король просит Черчилля возглавить правительство. В состав своего военного кабинета Черчилль включает и Чемберлена и Галифакса, своих оппонентов.
10 мая 1940 года, в день назначения Черчилля премьером, немцы прорывают оборону Франции в Арденнах, к северу от линии Мажино, и вторгаются на территорию страны. Начинается битва за Францию.
13 мая Уинстон Черчилль произносит перед палатой общин первую речь в качестве премьер-министра, получившую название «Кровь, пот и слёзы». Парламент холодно принимает выступление. Так как премьер отказывается даже от мысли о начале мирных переговоров с Германией, Галифакс и Чемберлен обсуждают возможность подать в отставку, что приведёт к голосованию о недоверии к правительству. Галифакс готов стать следующим премьер-министром.
Военные докладывают Черчиллю о ходе битвы за Францию: французская 9-я армия численностью около двухсот тысяч человек капитулировала в полном составе, а британские экспедиционные силы, насчитывающие 300 тысяч человек, отступают к морскому побережью. Черчилль встречается с премьер-министром Франции Полем Рейно, чтобы узнать о планах контрнаступления, однако тот даёт понять, что никакой контратаки не будет.
Вечером 19 мая в своём первом радиообращении к нации Черчилль утверждает, что только лишь малая часть Франции оккупирована немцами, а британские и французские армии ведут наступление на врага, чтобы спасти не только Европу, но и всё человечество. Дома в разговоре с женой Уинстон признаёт, что на самом деле во Франции творится полный хаос, и войска антигитлеровской коалиции отступают по всем фронтам.
Британские экспедиционные силы отступают к Дюнкерку, где вскоре попадают в окружение, что может привести к полному уничтожению регулярной британской армии. Для того, чтобы начать эвакуацию солдат из Франции в Великобританию, Черчилль решает отвлечь внимание немцев с помощью гарнизона Кале, насчитывающего 4 тысячи человек. Он отдает приказ командиру гарнизона, бригадному генералу Клоду Николсону продолжать сопротивение, несмотря на безнадежность положения. Члены военного совета возражают против этой самоубийственной миссии, но Черчилль готов пожертвовать жизнями 4 тысяч солдат ради спасения 300 тысяч. Лорд Галифакс предлагает альтернативный вариант — мирные переговоры с Германией при посредничестве Италии.
Черчилль в отчаянии обращается за военной помощью к президенту США Франклину Рузвельту, однако тот отказывается, ссылаясь на Акты о нейтралитете США.
Так как небо над Ла-Маншем контролируют люфтваффе, то вывезти военными кораблями из Дюнкерка получится не более 10 % солдат, поэтому премьер-министр предлагает привлечь к эвакуации небольшие суда, принадлежащие частным лицам, так как гражданские суда немцы, рассчитывая на заключение мира, ещё не бомбили. Операция получает название «Динамо».
Гарнизон в Кале атакует немцев, но вынужден отступить и оказывается в полном окружении, потеряв 60 % личного состава. Военный совет возвращается к вопросу о мирных переговорах, однако Черчилль настаивает, что предложение Гитлеру мира, покажет слабость Великобритании. Ему противостоит Галифакс, считающий, что нет ничего постыдного в попытке закончить войну, которую Британия проигрывает, а Европа уже потеряна. Он выдвигает премьер-министру ультиматум: в течение 24 часов начать переговоры, в противном случае угрожая уйти в отставку. Согласно плану, затем в отставку уйдет Чемберлен, что позволит запустить голосование о доверии правительству в Палате общин.
Военно-морское министерство Великобритании издаёт приказ, обязывающий всех владельцев самоходных маломерных судов длиной от 9 до 30 метров немедленно сообщить о них. Черчилль пишет письмо бригадному генералу Николсону в Кале. Он выражает восхищение мужеством солдат, оказавшего огромную помощь войскам в Дюнкерке, и признаёт, что эвакуация остатков гарнизона невозможна.
Великобритания оказывается перед лицом неотвратимого вторжения немцев. Черчилль с неохотой допускает, что если Гитлер согласится сохранить независимость Великобритании, то он, в принципе, готов при таких условиях согласиться на мирные переговоры. Однако король Георг VI, ранее рассматривавший возможность бегства вместе с семьёй в Канаду, наносит Уинстону неожиданный визит. Он признаётся, что поначалу сомневался в Черчилле, но теперь готов оказать ему полную поддержку и предлагает дать отпор немцам. Он также советует обратиться напрямую к народу и сказать правду о том, что вторжение неизбежно.
Для эвакуации из Дюнкерка удаётся собрать в общей сложности 860 судов. Начинается операция «Динамо». Тем временем Черчилль, направляясь в Вестминстер на совещание своей партии, спускается в лондонское метро, чтобы пообщаться с простыми жителями. Премьер спрашивает, что они будут делать, если на улицах Лондона появятся фашисты, и получает единодушный ответ — британцы будут сражаться с ними. Все собеседники категорически выступают против заключения перемирия с Гитлером.
Черчилль сообщает правительству, что военный кабинет подготовил документы о начале переговоров о мире с Гитлером при посредничестве Муссолини. Однако он приводит слова пассажиров, встреченных им в подземке о том, что Великобритания в таком случае может стать страной рабов, а британское правительство — марионеткой Гитлера. Галифакс и Чемберлен вновь обсуждают свой уход в отставку, но Чемберлен предлагает для начала выслушать обращение Черчилля к Палате общин. Черчилль выступает с речью, впоследствии получившей название «Мы будем сражаться на пляжах», выражая твёрдое намерение любой ценой защищать родной остров. Парламент устраивает ему стоячую овацию с криками «Браво!».

## В ролях
- Гэри Олдмен — Уинстон Черчилль
- Бен Мендельсон — король Георг VI
- Кристин Скотт Томас — Клементина Черчилль
- Лили Джеймс — Элизабет Лейтон[англ.]
- Рональд Пикап — Невилл Чемберлен
- Стивен Диллэйн — виконт Галифакс
- Николас Джонс — сэр Джон Саймон
- Ричард Ламсден — генерал Гастингс Исмей
- Джереми Чайлд — лорд Стэнхоуп
- Оливье Брош[фр.] — Поль Рейно
- Дэвид Скофилд — Клемент Эттли
- Самуэль Вест — Энтони Иден
- Малколм Сторри — генерал Айронсайд
- Поль Леонард — адмирал Дадли Паунд
- Марио Хасквард — Даладье
- Джон Эттерборо — Александр Кадоган
- Ричард Гловер — бригадир Клод Николсон[англ.]

## Производство
5 февраля 2015 было объявлено, что Working Title Films приобрели права на сценарий фильма «Тёмные времена» Энтони Маккартена, который также является сценаристом «Вселенной Стивена Хокинга».
19 марта 2016 года пришло сообщение, что Джо Райт рассматривается в качестве режиссёра картины. 14 апреля 2016 Гэри Олдмен вступил в переговоры на роль Черчилля.
6 сентября 2016 Focus Features заявила, что фильм выйдет на территории США 24 ноября 2017, а к актёрскому составу присоединились Бен Мендельсон (король Георг VI) и Кристин Скотт Томас (Клементина Черчилль).
Съемки фильма начались 13 ноября 2016 года. Также в ноябре было заявлено, что композитором фильма станет Дарио Марианелли.
8 ноября 2016 Стивен Диллэйн присоединился к проекту. Для своей роли на протяжении съемок Олдмен провел более 200 часов в кресле визажиста.
На роль Невилла Чемберлена изначально рассматривался Джон Хёрт. Однако Олдмен заявил, что актёр проходит лечение рака поджелудочной железы и не сможет принять участие в читках сценария. Хёрт скончался 25 января 2017 года. Рональд Пикап занял его место.

## Реакция
Фильм получил положительные отзывы кинокритиков. На сайте Rotten Tomatoes фильм имеет рейтинг 84 % на основе 318 рецензии со средним баллом 7,3 из 10. На сайте Metacritic фильм имеет оценку 75 из 100 на основе 50 рецензий критиков, что соответствует статусу «в целом благоприятные отзывы».
Гэри Олдмен был особо отмечен за свою актёрскую игру, в то время как многие критики называли его фаворитом на получение премии «Оскар» в категории «Лучший актёр». Грегори Элвуд из The Playlist сказал об Олдмене: «Многие согласятся, что Олдмен — один из лучших актёров нашего поколения. Его роль в фильме запомнится зрителям на многие десятилетия. Особенно учитывая бесконечное количество интерпретаций персонажа Черчилля за последнее время».

## Награды и номинации
- 2018 — две премии «Оскар» за лучшую мужскую роль (Гэри Олдмен) и за лучший грим и причёски (Кадзухиро Цудзи, Дэвид Малиновски, Люси Сиббик), а также 4 номинации: лучший фильм (Тим Беван, Лиза Брюс, Эрик Феллнер, Энтони Маккартен, Дуглас Урбански), лучшая операторская работа (Брюно Дельбоннель), лучший дизайн костюмов (Жаклин Дюрран), лучшая работа художника-постановщика (Сара Гринвуд, Кэти Спенсер)[21].
- 2018 — премия «Золотой глобус» за лучшую мужскую роль — драма (Гэри Олдмен).
- 2018 — две премии BAFTA за лучшую мужскую роль (Гэри Олдмен) и за лучший грим и причёски (Кадзухиро Цудзи, Дэвид Малиновски, Люси Сиббик, Ивана Приморац), а также 7 номинаций: лучший фильм и лучший британский фильм года (обе — Тим Беван, Лиза Брюс, Эрик Феллнер, Энтони Маккартен, Дуглас Урбански), лучшая женская роль второго плана (Кристин Скотт Томас), лучшая операторская работа (Брюно Дельбоннель), лучшая оригинальная музыка (Дарио Марианелли), лучший дизайн костюмов (Жаклин Дюрран), лучшая работа художника-постановщика (Сара Гринвуд, Кэти Спенсер).
- 2018 — премия Гильдии киноактёров США за лучшую мужскую роль (Гэри Олдмен).
- 2018 — премия «Спутник» за лучшую мужскую роль (Гэри Олдмен), а также 4 номинации: лучшая операторская работа (Брюно Дельбоннель), лучшая оригинальная музыка (Дарио Марианелли), лучший монтаж (Валерио Бонелли), лучший звук.
- 2018 — премия Австралийской киноакадемии за лучшую мужскую роль (Гэри Олдмен), а также номинация в категории «Лучший актёр второго плана» (Бен Мендельсон).
- 2018 — две номинации на премию Лондонского кружка кинокритиков в категориях «Лучший актёр года» и «Лучший британский/ирландский актёр года» (обе — Гэри Олдмен).
- 2018 — две номинации на премию «Империя» за лучший британский фильм и за лучшую мужскую роль (Гэри Олдмен).
- 2018 — номинация на премию Европейской киноакадемии в категории «Выбор зрителей».